# Due sorelle a New York
Due sorelle a New York (So This Is New York) è un film del 1948 diretto da Richard Fleischer. Il film è conosciuto in Italia anche con il titolo Così questa è New York.
È una commedia statunitense con Henry Morgan (comico radiofonico alla sua prima interpretazione cinematografica), Rudy Vallee, Bill Goodwin e Hugh Herbert. È basato sul romanzo del 1925  Big Town: How I and the Mrs. Go to New York to See Life and Get Katie a Husband di Ring Lardner.

## Produzione
Il film, diretto da Richard Fleischer, alla sua prima regia, su una sceneggiatura di Carl Foreman e Herbert Baker e un soggetto di Ring Lardner, fu prodotto da Stanley Kramer per la Enterprise Productions e la Stanley Kramer Productions e girato da fine settembre all'inizio di novembre 1947. Il titolo di lavorazione fu A Great Place to Visit.

## Distribuzione
Il film fu distribuito con il titolo So This Is New York negli Stati Uniti il 25 giugno 1948 al cinema dalla United Artists.
Altre distribuzioni:
- in Danimarca il 21 settembre 1958 (in TV) (Dette er New York)
- in Finlandia il 25 settembre 1960 (in TV) (Tämä on suurkaupunki)
- in Italia (Due sorelle a New York)
- in Brasile (Era uma Vez uma Herança)
- in Germania (Also das ist New York!)
- in Portogallo (Nova Iorque)
- in Svezia (New York väntar)